# Fragmoplast
Un fragmoplast és una estructura específica de les cèl·lules vegetals que es forma durant les fases finals de la citocinesi durant la divisió cel·lular. Serveix de bastida per al creixement del septe cel·lular, en el procés que duu a la subseqüent formació d'una nova paret cel·lular que separi les dues cèl·lules filles.
Així el fragmoplast és un complexa cadena de microtúbuls, microfilaments i reticle endoplàsmic; que resten units en dos pols oposats perpendiculars al pla del futur septe cel·lular durant l'anafase i la telofase.
Els microtúbuls i els filaments d'actina del fragmoplast serveixen per a guiar a les vesícules que contenen el material necessari per a la construcció del septe.
Els fragmoplasts només s'observa als briòfits, a les plantes vasculars i alguns tipus d'alga. Altres algues empren els ficoplasts durant la citocinesi.